# Adam Herschman
Adam Herschman es un actor estadounidense.

## Trabajo cinematográfico
Herschman es quizás más conocido por su papel de Glen en la película de 2006, Accepted. Adam también es protagonista como Archie en Harold & Kumar Escape from Guantanamo Bay, Phillip en Soul Men y como empleado del Sr. Pickle en I Now Pronounce You Chuck & Larry. También ha aparecido en la versión extendida de Walk Hard: The Dewey Cox Story como Jerry Garcia. Tiene una aparición en la película House Broken 2009. En 2015, Herschman apareció en Hot Tub Time Machine 2 como J-Bird.

## Otros
Protagoniza los últimos comerciales de Alltel, representando a Sprint en la camisa amarilla. Está en un comercial de Best Buy como uno de los varios empleados de Best Buy en la audiencia del estadio, respondiendo a una pregunta matemática muy difícil. Está en el comercial de Miracle Whip, donde la propagación se explica como "no para todos".
Apareció en un cameo en el video musical de los Foo Fighters, "Breakout".